# Adult Swim (Canadá)
Adult Swim (estilizado como [adult swim] y anteriormente conocido como Showcase Action y posteriormente Action) es un canal de televisión por suscripción especializado en inglés canadiense, basado en el bloque de programación estadounidense del mismo nombre, que presenta programas animados y de acción en vivo dirigidos principalmente a una audiencia de 14 a 34 años. La red es propiedad total de Showcase Television Inc., subsidiaria de Corus Entertainment, en virtud de un acuerdo de licencia de marca con Warner Bros. Discovery .
El canal reemplazó a Action el 1 de abril de 2019.

## Historia

### Programa contenedor (2012–2019)
Adult Swim se lanzó por primera vez en Canadá el 4 de julio de 2012 como el bloque de programas nocturnos en Cartoon Network (entonces propiedad conjunta de Corus Entertainment y la antigua Astral Media), al igual que su contraparte estadounidense. Antes del lanzamiento del bloque, la programación de Adult Swim se veía después del horario de atención en Teletoon como parte de su bloque de programas para adultos, Teletoon at Night. La programación de Adult Swim también se transmitió en francés en la red hermana Télétoon como parte de su propio bloque de animación para adultos.
El bloque emitió principalmente programas originales de la versión estadounidense, así como programas adquiridos de otras fuentes. Varios programas de su contraparte estadounidense estuvieron notablemente ausentes debido a los derechos del programa; G4, propiedad de Rogers Media, y CTV Comedy Channel y Much de Bell Media han transmitido una selección de ellos. Desde el 1 de septiembre de 2015 hasta el otoño de 2017, la programación de Adult Swim se emitirá exclusivamente en el bloque canadiense como parte de la expansión de Cartoon Network, tras el cierre de Teletoon Retro.

### Servicio SVOD (2016-2018)
En marzo de 2016, [adult swim] games lanzó un over-the-top suscripción de streaming de vídeo bajo demanda de servicio para Android y iOS dispositivos que permite a los espectadores ver la programación original de Adult Swim, incluyendo varias series que no fueron vistos en el bloque canadiense. Se agregaron nuevos episodios a la aplicación tan pronto como se estrenaron en los Estados Unidos.
Debido a problemas de licencias y derechos, varias series, como Mike Tyson Mysteries, Childrens Hospital, comedias de situación animadas de Fox y programas transmitidos en el bloque de programación Toonami de Adult Swim en los EE. UU., No estaban disponibles en el servicio. Originalmente, los estrenos de Rick and Morty y Robot Chicken solo se agregaron después de su emisión en Canadá. A partir de su tercera temporada, se agregaron nuevos episodios de Rick y Morty al día siguiente de su estreno en Estados Unidos. En 2017, se agregaron nuevos episodios de la quinta temporada de Samurai Jack dos días después de su estreno en Toonami, mientras que otros nuevos estrenos de Adult Swim en los EE. UU. Se agregaron el día después de su emisión. El servicio se eliminó de las tiendas de aplicaciones en noviembre de 2018.

### Relanzamiento del canal de televisión (2019-presente)
El 4 de marzo de 2019, se anunció en un comunicado de prensa que Action sería reemplazada por un canal de Adult Swim a tiempo completo. Esta es la primera vez que se utiliza la marca Adult Swim para un canal de 24 horas. El canal se lanzó con una vista previa gratuita de dos meses en televisión lineal a partir del 1 de abril de 2019, un día de alto perfil para la cadena estadounidense debido a su programación anual del Día de los Inocentes , bromas al aire y estrenos . Como resultado del relanzamiento, tanto Cartoon Network como Teletoon suspenderían sus respectivos bloques de programación para adultos el 3 de marzo de 2019 y el 1 de abril de 2019, y se centrarían exclusivamente en la programación orientada a la familia, mientras que el bloque para adultos de Télétoon se mantuvo sin cambios. Con el lanzamiento del canal Adult Swim, los episodios completos de la programación del canal se hicieron gratuitos para ver a pedido hasta enero de 2020.
El canal se lanzó exactamente a la medianoche (seis horas antes de lo que se había incluido para la última noche de programación de Action en los listados de guías) con una transmisión simultánea de la programación April Fools de la cadena estadounidense; el estreno de la parodia de tenis inspirada en el anime Gēmusetto Machu Picchu .

## Programación
Adult Swim lleva la mayor parte de la programación vista en su contraparte estadounidense, incluida su animación original para adultos y comedias de acción en vivo, y programas adquiridos de cadenas como Fox . Para cumplir con los requisitos de contenido canadiense, el canal también transmite reposiciones de programas producidos para los antiguos bloques de programas Adult Swim y Teletoon at Night y transmite el bloque matutino de Action de películas hechas para televisión.
Los programas anunciados para el lanzamiento del canal incluyen Rick y Morty, Pollo Robot, Tim & Eric's Bedtime Stories, The Eric Andre Show y Lazor Wulf, el último de los cuales se anunció que se estrenará el día y la fecha con el servicio de EE. UU.

### Programación actual
- American Dad!
- Aqua Teen Hunger Force
- Archer
- Bob's Burgers
- Bravest Warriors
- The Cleveland Show
- Close Enough
- Locos Invasores
- Doomsday Brothers
- Padre de Familia
- Fugget About it
- Futurama
- Harley Quinn DC
- Hot Streets
- Infomercials
- King of the Hill
- Lazor Wulf
- Off the Air
- Primal
- Rick y Morty
- Robot Chicken
- YOLO: Crystal Fantasy